# Vaudeville (Meurthe-et-Moselle)
Vaudeville ist eine französische Gemeinde mit 159 Einwohnern (Stand: 1. Januar 2022) im Département Meurthe-et-Moselle in der Region Grand Est (bis 2015 Lothringen). Die Gemeinde gehört zum Arrondissement Nancy und zum Gemeindeverband Pays du Saintois. Die Einwohner werden Vaudevillois genannt.

## Geografie
Vaudeville liegt im Osten der Landschaft Saintois am Fluss Madon, etwa 38 Kilometer südlich von Nancy. Der Madon begrenzt die Gemeinde im Westen. Umgeben wird Vaudeville von den Nachbargemeinden Haroué im Nordwesten und Norden, Crantenoy im Norden und Nordosten, Leménil-Mitry im Osten, Lebeuville im Südosten, Vaudigny im Süden, Xirocourt im Südwesten sowie Affracourt im Westen.

## Bevölkerungsentwicklung
| Jahr                       | 1962 | 1968 | 1975 | 1982 | 1990 | 1999 | 2006 | 2019 |
| Einwohner                  | 187  | 182  | 145  | 158  | 151  | 172  | 188  | 150  |
| Quellen: Cassini und INSEE |      |      |      |      |      |      |      |      |

## Sehenswürdigkeiten
- Kirche Saint-Martin aus dem 15. Jahrhundert

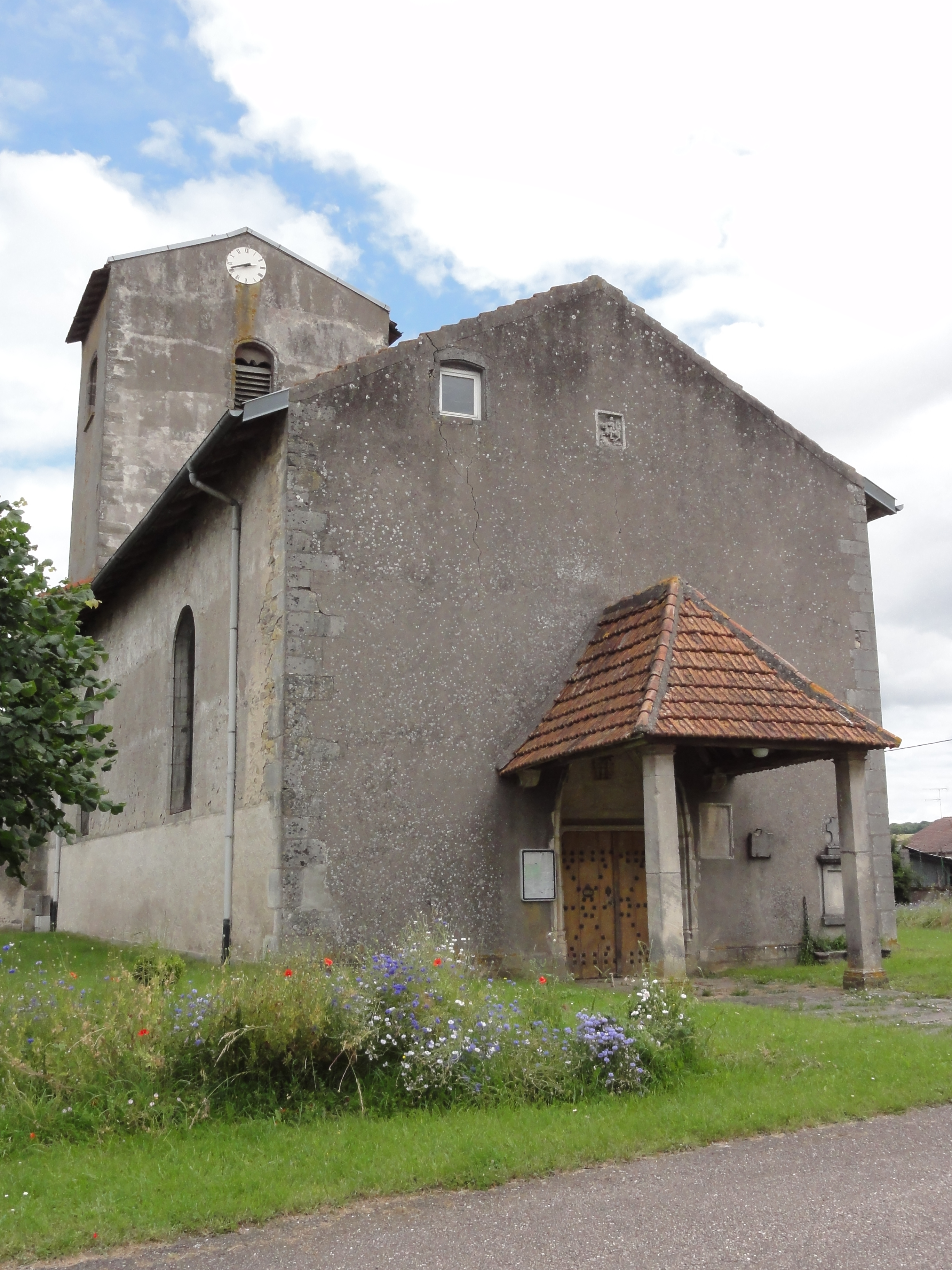
Kirche St-Martin